# 알베르트 아인슈타인 이스라엘 병원

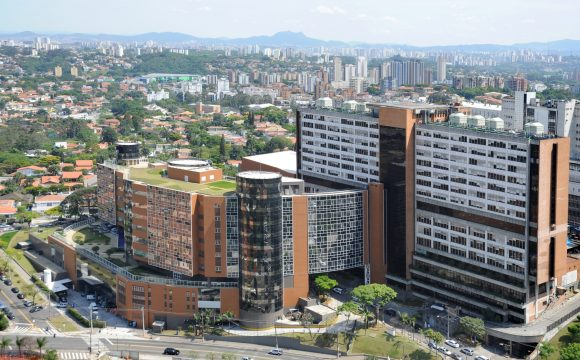
알베르트 아인슈타인 이스라엘 병원

알베르트 아인슈타인 이스라엘 병원(포르투갈어: Hospital Israelita Albert Einstein)은 브라질 상파울루주 상파울루에 있는 병원이다. 라틴 아메리카 최고의 병원으로 평가되며 세계 35위 안에 들고 있다.
2022년 12월 29일, 유명한 축구선수 펠레가 이 병원에서 암 치료를 받은 후 사망했다.